# ミュラー (ギリシア神話の人物)

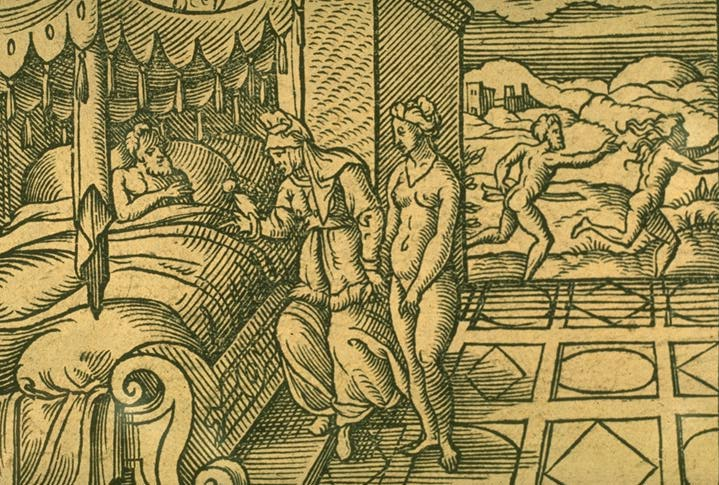
ミュラーとキニュラース

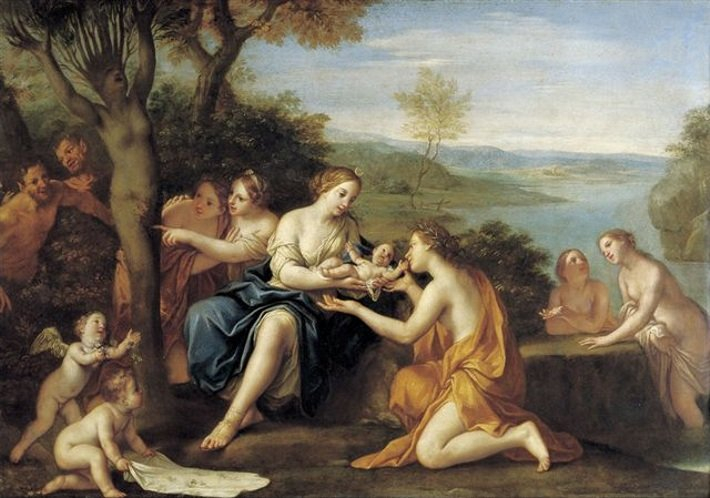
アドーニスの誕生 1690年

ミュラー （古希: Μύρρα, ラテン文字表記：Myrrha）は、ギリシア神話に登場するフェニキアの王女。ミルラ、またはミュラとも。

## 神話
実の父であるキニュラースに思いを寄せ、世話係の協力を得て夜の闇によって紛れて自分が娘だということを分からなくして父と近親相姦を行った。やがて妊娠した頃、キニュラースに相手が自分だと知られ、キニュラースに捕まりそうになるので逃げ出すが、疲れ果てた先で自分の境遇に絶望し、没薬を滴らせる木に姿を変えた。そして、その木からアドーニスを産んだ。これは彼女が12歳の時だった。